# Dorothea Bennett
Dorothea Alice Bennett (Irlanda, 28 de enero de 1914-Ciudad de Westminster, 6 de mayo de 1985) fue una novelista y guionista británica que fue la primera esposa de Terence Young.

## Primeros años de vida
Bennett era hija del coronel William Bennett, DSO, OBE, de Belbins, Romsey, Hampshire, quien sirvió en el Cuerpo Médico del Ejército Real, y su esposa Kate Eileen, hija del reverendo James Johnston Stoney, del condado de Tipperary, de una pequeña familia terrateniente de Oakley Park, condado de Offaly, una rama de la familia Stoney de Borrisokane de la que también procedía Andrew Robinson Stoney. Los Bennett eran de Clonakilty, en el condado de Cork, donde su abuelo había sido médico. Su hermano, William Johnstone Stoney, era mayor del ejército.

## Carrera
Es conocida por su novela de 1977 The Jigsaw Man, en la que se basó la película de 1983 del mismo nombre dirigida por Terence Young, con quien estuvo casada, así como por otros trabajos cinematográficos.

## Vida personal
Estuvo casada con el artista Francis Cook desde 1933 hasta su divorcio en 1935. Ese mismo año se casó con el dramaturgo y escritor Erik Martin Rüzt-Nissen, hermano de la actriz de cine y teatro Greta Nissen. Bennett y Nissen tuvieron una hija juntos, Juliet, antes de separarse en 1937. Bennett también tuvo una relación con Sam Spiegel mientras estaba casada con Cook, y Spiegel se llevó sus primeras ediciones firmadas de obras de George Bernard Shaw y un auto nuevo durante su relación.
En junio de 1942, el gobierno noruego en el exilio emitió la disolución del matrimonio de Bennett con Nissen. Cinco días después, se casó con el director Terence Young. Sin embargo, Nissen demandó el divorcio de Bennett doce años después de la disolución, alegando que había sido inválida y mencionando a Young como correspondiente. El tribunal de primera instancia falló a favor de Nissen antes de que la decisión fuera revocada en apelación y el divorcio original de Bennett con Nissen fuera considerado válido.
Su hijo, Sean Terence Bowes Young (1943-2021), se casó con la política Diana Warwick, baronesa Warwick de Undercliffe.